# Габима
«Габима» (ивр. הבימה‎, в дословном переводе — «сцена») — старейший репертуарный театр в Государстве Израиль.

## История

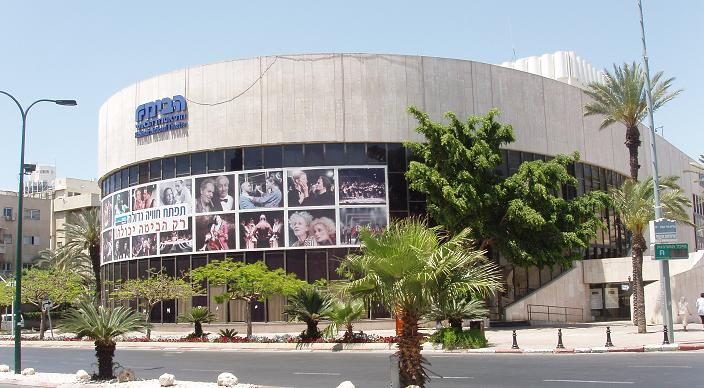
Здание театра до ремонта (2005 год)

29 июня 1909 года в Белостоке, силами еврейского любительского артистического кружка был сыгран первый спектакль на иврите. Руководил этим кружком Наум Цемах.
Белостокский кружок стал ядром передвижного театра «Габима».

### В России
В 1913 году в Вильне Наум Давид Цемах создаёт театр «Габима», но через некоторое время из-за финансовых и организационных трудностей театр пришлось закрыть. 
После принятия постановления Временного правительства об отмене вероисповедных и национальных ограничений в Москве по инициативе Наума Цемаха и при поддержке раввина Якова Мазе было зарегистрировано еврейское драматическое общество «Габима».
В 1917 году Цемах обращается с просьбой о создании еврейского театра, играющего на иврите, к Константину Сергеевичу Станиславскому. Станиславский поддерживает начинание Цемаха и выделяет студию для будущего театра в здании МХТ. Помимо этого Станиславский назначает своего ученика Евгения Багратионовича Вахтангова художественным руководителем студии. Идею создания еврейского театра поддержал и тогдашний нарком по делам национальностей Иосиф Сталин. После долгих поисков театру выделили помещение на Нижней Кисловке, дом 6, в Москве. Про это здание писал исследователь истории Габимы В. В. Иванов:
В 80-х годах прошлого века он был известен заядлым театралам как любительский театр Петра Секретарева. На подмостках этого «театра-табакерки» (по выражению Власа Дорошевича) начинали и гусар Николай Рощин-Инсаров, тогда еще Пашенный, и скромнейший Александр Артем, актер Художественного театра. Именно «Секретаревка» искусила студента Московского университета, впоследствии оперного мецената Савву Мамонтова. Здесь молодой купец Константин Алексеев в 1881 году впервые выступил под псевдонимом Станиславский. Когда в 1892 году модный врач купил здание для того, чтобы переоборудовать под водолечебницу, по Москве прошел вздох горького сожаления.
Среди создателей театра были Хана Ровина, Менахем Гнесин, Иегошуа Бертонов, Марк Арнштейн и Шимон Финкель. Первыми постановками труппы стала пьеса «Первозданный бал» (נשף בראשית) и «Вечный жид» (היהודי הנצחי) писателя Давида Пинского. Но огромный успех новому театру принесла третья постановка Вахтангова «А-Дибук» (הדיבוק) Семёна Ан-ского. Премьера состоялась за считанные месяцы до смерти Вахтангова и вызвала необыкновенный фурор не только в Москве, но и по всему миру. Режиссура Вахтангова, художественное оформление Натана Альтмана, музыка Юлия Энгеля и исполнительница главной роли Леи Хана Ровина принесли заслуженную славу спектаклю, не сходившему с подмостков Габимы более 40 лет. В 1924 году умирает художественный руководитель театра Вахтанг Мчеделов. В том же году театр прописывается по новому адресу — Армянский переулок, дом 2.
В 1926 году «Габима» отправляется в европейское турне и даёт спектакли в Германии, Польше, Латвии, Литве, Австрии, Франции и других странах. В конце того же года, Габима начинает гастроли в США. Как в Европе, так и в США успех был огромен. Но понимая, что будущего у ивритского театра в советской России нет, труппа решает не возвращаться. Вахтангов писал об этом ещё в 1919 году:
Студия совершенно определенно предполагает уехать в Палестину при первой объективной возможности, причем время отъезда зависит не столько от внешних условий (заключения мира, возможности спокойного и свободного проезда и пр.), сколько от внутренних причин, т.е. степени успешности её работ. «Габима не мыслит своей деятельности иначе как в полном единении со своим народом на его исторической родине, в Палестине, но вместе с тем не желает порывать связи с корнями, её породившими, Московским Художественным театром.
В июне 1927 года большая часть актёров возвращается в Европу, а оттуда переезжает в Палестину. Наум Цемах остаётся в США, где и умирает в 1939 году.

### В Палестине

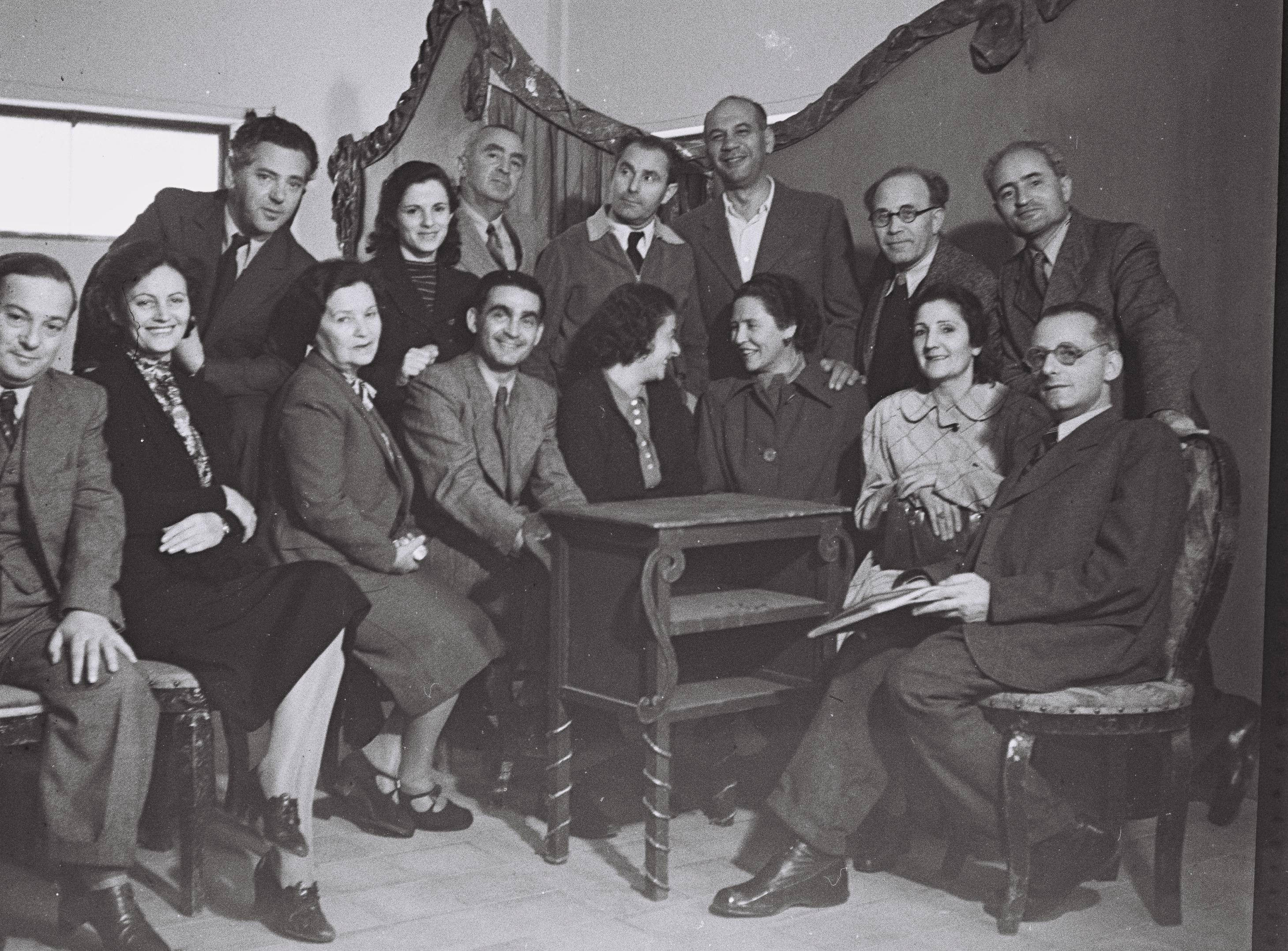
Труппа театра (1942)

В Палестине «Габима» работает как товарищество, некое подобие художественного кибуца, в котором заработки делятся на всех членов труппы и репертуарные решения принимаются сообща. В 1928 году выходит первый спектакль в «Эрец-Исраэль» — «Золотоискатели» по Шолом-Алейхему. Этот, как и второй спектакль «Корона Давида» Кальдерона, ставит выдающийся русский актёр и режиссёр Алексей Денисович Дикий. В 1929 году театр снова отправляется на гастроли в Европу. Там же, в 1930 году Михаил Чехов ставит «Двенадцатую ночь» Шекспира.
В 1931 году труппа возвращается в Палестину. В 1937 году театр обращается к местной тематике, ставя пьесу «Стражи» (השומרים) Эвера Адани. В том же году театр вновь отправляется на гастроли в Европу, а в следующем телекомпания ВВС транслирует «А-дибук» по английскому телевидению. В начале 1940-х годов театр с большим успехом ставит две пьесы Аарона Ашмана «Михаль, дочь Саула» (מיכל בת שאול) и «Эта земля» (האדמה הזאת). Во время Второй мировой войны на сцене театра идут пьесы Константина Симонова «Русские люди» и Давида Бергельсона «Не умру, потому что буду жить». В 1946 году, театр наконец-то получает своё здание в Тель-Авиве, которое строилось ещё с 1935 года.

### После возникновения государства
В 1949 году, в театре с успехом проходит постановка пьесы Игаля Мосинзона «В степях Негева» (בערבות הנגב), рассказывающей о боях в Войне за независимость. В 1950-х годах театр обращается к теме Холокоста, ставя пьесы «Хана Сенеш» о судьбе еврейской поэтессы, десантированной в Венгрию и убитой фашистами, и «Анна Франк», рассказывающую о короткой жизни Анны Франк. В 1958 году «Габима» провозглашается Национальным театром Израиля с вручением Премии Израиля за тот же год. В 1960-е годы, несмотря на успешные гастроли в США, театр сталкивается с финансовыми и организационными трудностями. Из него уходит часть актёров, не согласных с принципами товарищества. Театр вынужден обратиться к правительству с просьбой о помощи, и с тех пор Габима субсидируется государством в обмен на согласие труппы на назначение попечительского совета, который выбирает художественного руководителя.
В 1983 году на фоне непопулярной в Израиле Первой Ливанской войны, театр ставит пьесу Еврипида «Троянки», рассказывающей о трагедии троянских женщин, взятых в качестве наложниц греческими воинами. В 1987 году лишённый советского гражданства Юрий Любимов ставит в Габиме «Закат» по Бабелю. В январе 1990 года Габима показывает этот спектакль в Москве, тем самым став первым израильским театром, гастролировавшем в СССР. В 1990-х годах Габима снова испытывает финансовые трудности. На должность художественного руководителя и генерального директора театра назначен Яаков Агмон, муж ведущей актрисы Габимы Гилы Альмагор (Александрович). Постепенно театр начал выкарабкиваться из финансовой ямы, в основном с помощью постановок на сцене мюзиклов, но по мнению израильских критиков это ударило по имиджу Габимы, как продолжателя учения Станиславского. В честь 80-летия театра был восстановлен спектакль «А-Дибук», с которым «Габима» отождествляется более, чем с любой другой постановкой.